# Maniraptoriformer
Maniraptoriformes är en klad av dinosaurier som består av ornithomimoider och maniraptorer. Denna grupp skapades av Thomas Holtz, som definierade den som "den mest nutida allmänna anfadern till Ornithomimus velox och fåglar (det vill säga den mest nutida allmänna anfadern till ornithomimosaurier och maniraptorer), och alla härstammande från den gemensamma anfadern."